# Thomas Planta

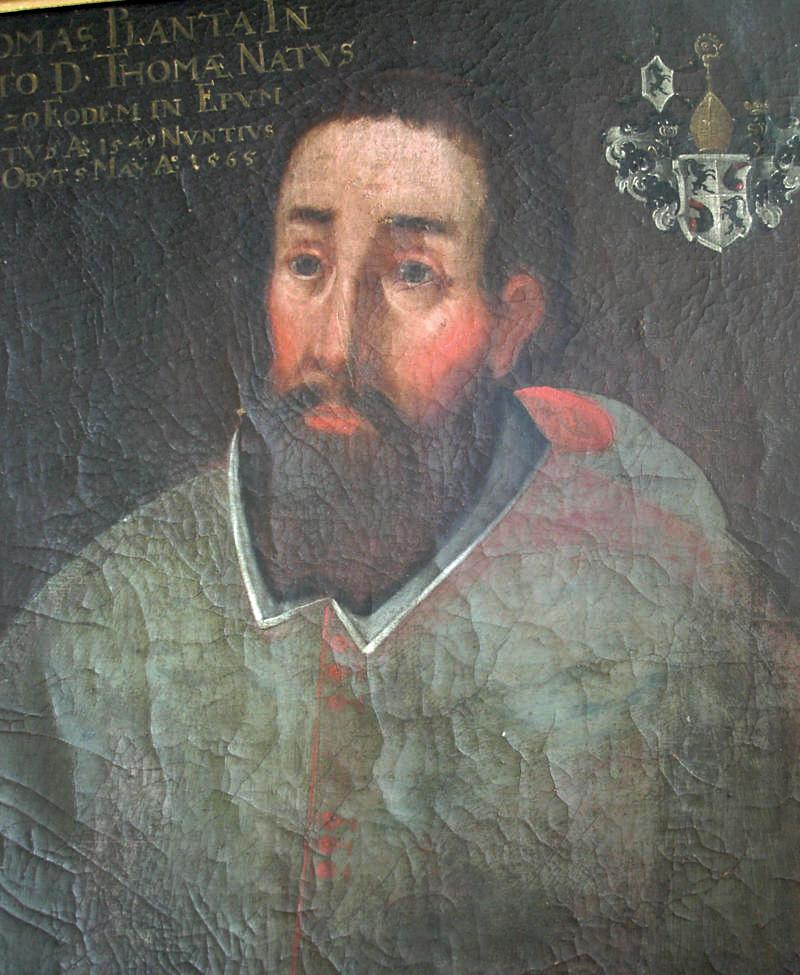
Thomas Planta (1520–1565) Fürstbischof von Chur 1550–1565

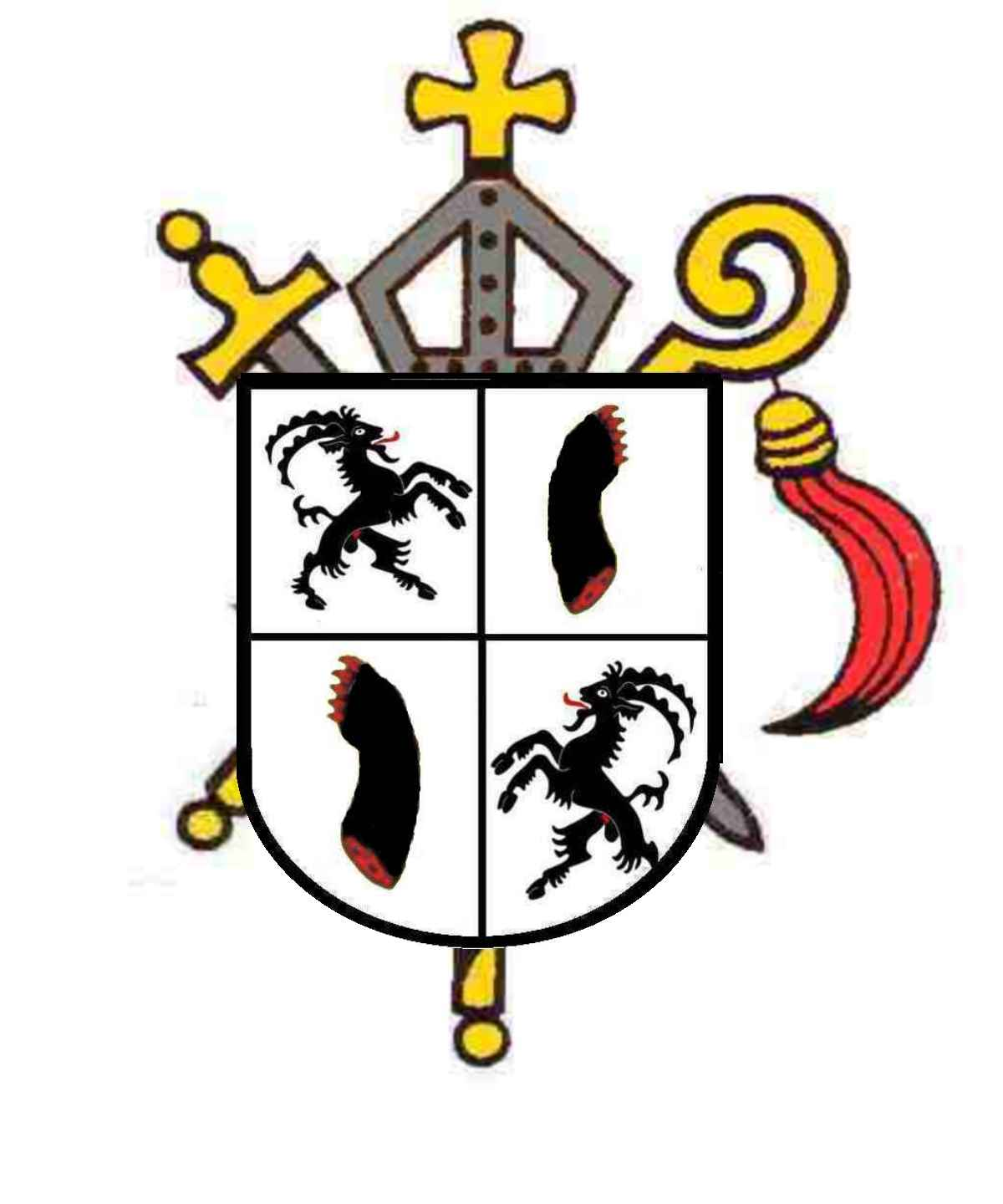
Wappen des Fürstbischofs von Chur 1550–1565

Thomas Planta (* 21. Dezember 1520 oder 1502 in Zuoz, Engadin; † 28. April 1565 in Bad Fideris, Schweiz) war römisch-katholischer Bischof des Bistums Chur.

## Leben
Der Sohn von Hartmann von Planta und dessen Ehefrau, einer geborenen Schucan, studierte in Wien und war Ende 1542 Domkantor in Chur.
Am 21. Dezember 1549 wurde Thomas Planta vom Domkapitel zum Bischof von Chur gewählt. Sein Gegenkandidat Bartholomäus Hieronymus von Salis, Churer Domherr, beschuldigte ihn der Häresie (Nähe zum Protestantismus) bei der römischen Kurie, deren Untersuchung dies jedoch nicht bestätigte. Papst Julius III. bestätigte am 19. März 1550 die Wahl. Nach seiner Rechtfertigung vor der Kurie empfing er am 10. Oktober 1551 in Rom die Bischofsweihe. Der Papst bat ihn, die Heimreise über Trient zu wählen und an der zweiten Sitzung des Konzils von Trient (1551/52) teilzunehmen. Planta traf am 29. Oktober in Trient ein und blieb bis zum 22. April 1552. Sein langes Fernbleiben schürte Misstrauen und Empörung in seiner Bischofsstadt. Der Gotteshausbund schickte einen Boten nach Trient mit der Aufforderung, sich auf nichts einzulassen, da er vom Bund keine Vollmachten hätte. Für alle Folgen seiner Teilnahme am Konzil trage er die alleinige Verantwortung. Diese Aufforderung wies Bischof Planta als Anmassung zurück. Am 26. Juli 1552 erhielt er von Kaiser Karl V. die Reichsregalien und im Oktober 1552 huldigte ihm die Stadt Chur.
Der dritten entscheidenden Sitzung blieb Bischof Thomas Planta fern. Seine Entscheidung begründete er damit, dass „die gefährliche Lage seines Bistums“ ein längeres Fernbleiben des Hirten nicht erlaubte. Der Apostolische Nuntius Giovanni Antonio Volpe ermahnte ihn eindringlich, dass er als Bischof zur Teilnahme verpflichtet sei. Er zwang den Bischof, sein Mandat einem Vertreter zu übertragen. Am 15. Juni 1562 ernannte Bischof Plante den Abt von Einsiedeln, Joachim Eichhorn, zu seinem Prokurator. Wegen Erkrankung und Rückkehr war die Prokuratur nur von kurzer Dauer; Nuntius Volpe übernahm selbst die Vertretung und unterzeichnete die Konzilsdekrete “pro me et procuratorio nomine […] Thomae Plantae episcopi Curiensis”.
Seine ganze Amtszeit stand im Zeichen des Konzils von Trient (1545–1563) und des damit verknüpften Aufrufs zur innerkirchlichen Reform. Die Beschlüsse konnte er nicht mehr durchführen, er starb am 28. April 1565 während eines Kuraufenthaltes in Bad Fideris und wurde in der Kathedrale St. Mariä Himmelfahrt in Chur beigesetzt.

## Bischofswappen
Der Wappenschild viergeteilt zeigt in Feld 1 und 4 auf weiß/silbernem Grund einen schwarzen Alpensteinbock, rechts/links gestellt, das Wappen des Fürstbistums Chur (Gotteshausbund); in Feld 2 und 3 auf weiß/silbernem Grund eine abgeschnittene schwarze Bärentatze mit roten Krallen und Schnitt, ebenfalls rechts/links gestellt, das Wappen des Adelsgeschlechts von Planta. Kreuz, Mitra, Bischofsstab und Schwert, Insignien geistlicher und weltlicher Macht.